# Rawhide (Nevada)
Rawhide, Nevada é uma cidade fantasma no condado de Mineral, estado do Nevada, nos Estados Unidos, fica a aproximadamente 89 quilómetros (55 milhas) a sudeste da cidade de Fallon. O sítio de Rawhide tem sido destruído por uma recente atividade mineira, com pouco ou nada a permanecer da antiga vila mineira. 

## História
Rawhide foi uma cidade mineira que exemplifica muitas das cidades e vilas que pulularam no estado do Nevada durante as febres do ouro e da prata na história do estado de Nevada. Rawhide foi menos uma cidade nascida devido à descoberta de depósitos de ouro e prata, mas teve origem na manipulação de ganância e desejo de "a próxima grande coisa". É verdade que existia ouro e prata nas colinas ao redor de Rawhide, mas a cidade existia mais por causa da promoção, engrandecimentos interesseiros e mostras espalhafatosas  por promotores e desenvolvedores da cidade aludindo à riqueza e sucesso que não existia, tendo em conta o tamanho reduzido da cidade.  Houve uma manipulação de stocks por parte de corretores dos stocks de minas sem escrúpulos que afunilaram milhões em contas dos manipuladores, mas que forneceram pouco retorno do investimento aos acionistas. Houve muitos ricos a surgirem e estes maquinadores rapinavam no desejo comum dos investidores da época de se tornarem ricos rapidamente. Rawhide foi para eles um perfeito meio para depenar as suas vítimas. 
Em dezembro de 1906, o prospetor Jim Swanson fez uma descoberta de um rico depósito de ouro e prata nas colinas próximo do que viria a ser Rawhide. Ele juntou-se a Charles ("Charley") B. Holman e a  Charles ("Scotty") A. McLeod,que encontraram depósitos consideráveis próximo de Hooligan Hill.  McLeod que recentemente tinha cessado a prospecção à volta do campo de Buckskin sugeriu o nome para o novo campo, brincando com o nome do campo de Buckskin que ele tinha deixado com desprezo. 